# Ever Benítez
Ever Ismael Benítez Jiménez (Colonia Azoté, Paraguay, 30 de junio de 1987) es un futbolista paraguayo, que juega como defensa central. Actualmente milita en UNAN Managua de la Primera División de Nicaragua.

## Clubes
| Club                 | País      | Año           |
| -------------------- | --------- | ------------- |
| Cerro Porteño (PF)   | Paraguay  | 2005 - 2006   |
| 3 de Febrero         | Paraguay  | 2007          |
| Alianza Petrolera    | Colombia  | 2007          |
| Atlético Bucaramanga | Colombia  | 2007 - 2009   |
| Deportivo Caaguazú   | Paraguay  | 2009 - 2010   |
| Cerro Porteño (PF)   | Paraguay  | 2011          |
| 2 de Mayo            | Paraguay  | 2012          |
| Pacífico FC          | Perú      | 2013          |
| Chiangmai FC         | Tailandia | 2014          |
| 3 de Febrero         | Paraguay  | 2015          |
| San Lorenzo          | Paraguay  | 2016          |
| UNAN Managua         | Nicaragua | 2017-presente |